# Frauenberg (França)
Frauenberg é uma comuna francesa na região administrativa de Grande Leste, no departamento de Mosela. Estende-se por uma área de 2,75 km². Em 2010 a comuna tinha 608 habitantes (densidade: 221,1 hab./km²).